# Vanuatu na Letnich Igrzyskach Olimpijskich 2004
Reprezentacja Vanuatu na Letnich Igrzyskach Olimpijskich 2004 w Atenach liczyła dwie osoby.

## Reprezentanci

### lekkoatletyka
- bieg na 100 m kobiet: Katura Marae – odpadła w eliminacjach (58. czas)
- bieg na 400 m mężczyzn: Moses Kamut – odpadł w eliminacjach (52. czas)